# American Nations
American Nations: A History of the Eleven Rival Regional Cultures of North America ist ein Sachbuch von Autor Colin Woodard aus dem Jahr 2011. Es beschreibt die Vereinigten Staaten von Amerika als ein Land, bestehend aus zehn Nationen. Die elfte Nation, die Colin Woodard in dem Buch aufführt, ist die First Nation, die von der indigenen Bevölkerung Kanadas gegründet wurde. Alle Nationen haben eine eigene Kultur, die von den ersten Siedlern in jenem Gebiet geprägt wurde. Obwohl die ersten der US-amerikanischen Nationen bereits Anfang des 17. Jahrhunderts entstanden, leitet der Autor aktuelles politisches Verhalten der Bevölkerungen in den beschriebenen Gebieten von den damals entstandenen Nationen und ihrer (politischen) Kultur ab. Die elf Nationen sind: El Norte, Deep South, Tidewater, Greater Appalachia, Midlands, Far West, Left Coast, New Netherland, New France, Yankeedom und First Nation.

## Ausgaben
- American Nations: A History of the Eleven Rival Regional Cultures of North America. Viking, New York 2011, ISBN 978-0-670-02296-0.